# Сайко то хоан
Гірнича справа і безпека (яп. 採鉱と保安, さいこうとほうあん, сайко то хоан; англ. Mining and Safety) — науково-практичний журнал.
Країна видання — Японія.
Спеціалізація: Безпека в гірничій промисловості.
Рік заснування 1955.
Чисел на рік — 12.